# Botxí
|  | Per a altres significats, vegeu «Botxí (desambiguació)». |

Un botxí és el menestral que té l'ofici d'executar les tortures, els càstigs i la pena de mort en els estats en els quals aquestes sentències contràries als Drets Humans existien o existeixen.
Per extensió, el mot s'utilitza per a designar criminals o militars que fan mostra de molta crueltat.

## Antecedents

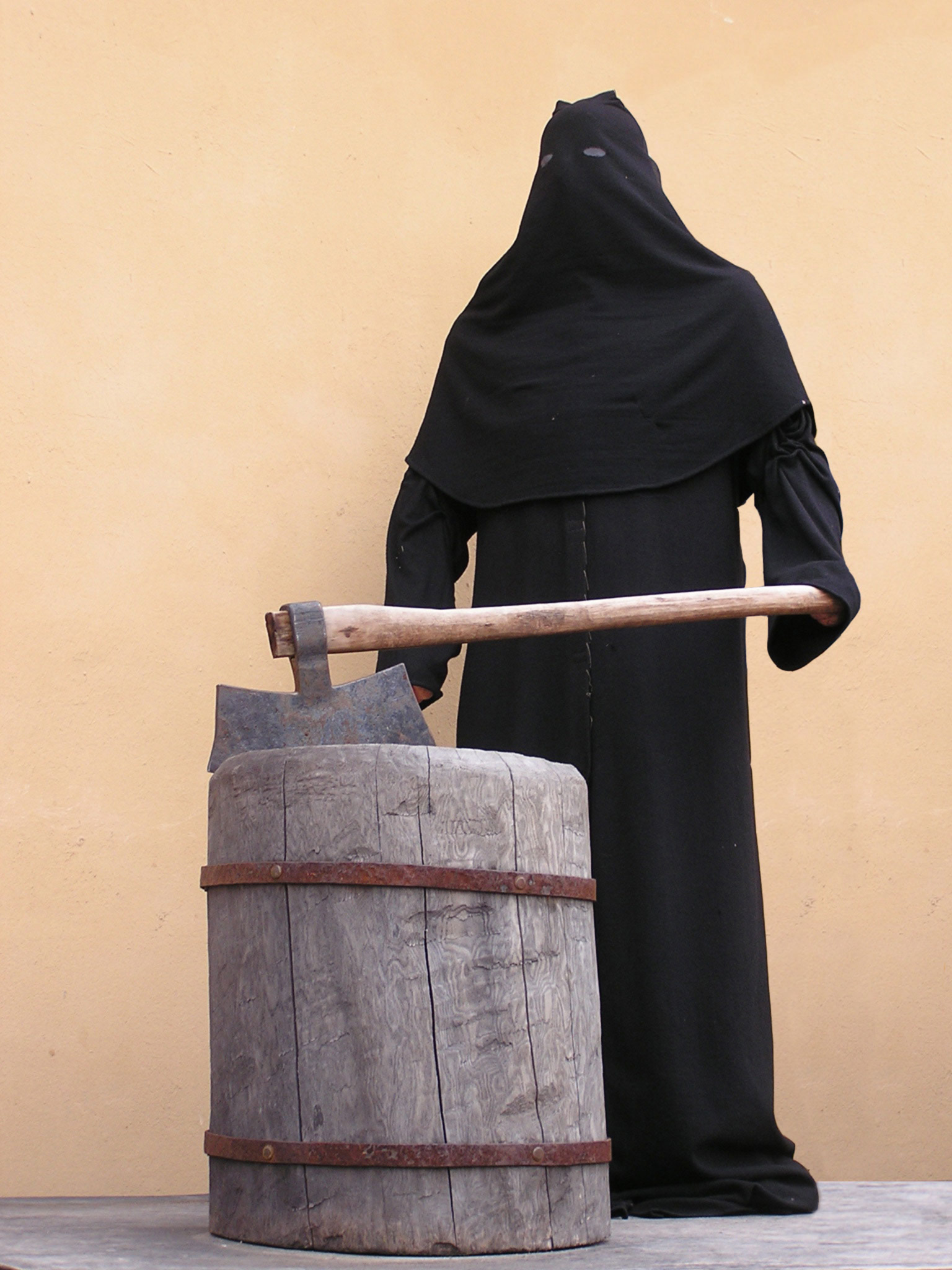
Botxí al museu de fortalesa de Pere i Pau a Sant Petersburg

A l'època romana existia l'ofici de carnifex, sovint soldats que s'encarregaven de les execucions. Entre els saxons, l'execució de les sentències solia escaure a un dels jutges, el més jove, però l'ofici no estava pagat. Des del segle xiii, l'ofici es va professionalitzar a conseqüència de la tendència a concentrar el monopoli de la violència a les mans de l'estat, per tal de reduir els actes de venjança de sang, en particular, i la violència, en general.

## Professionalització a l'edat mitjana

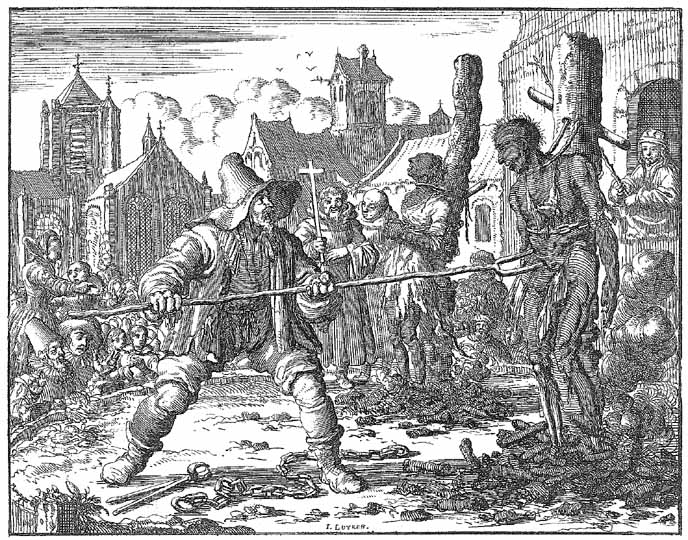
Execució dels anabaptistes David van der Leyen i Levina Ghyselins el 1554, pel botxí Thieleman van Braght, durant la repressió catòlica contra el protestantisme sota el regnat de Carles V

L'ofici mai no va ser popular i no sempre va ser un càrrec fix. En certs temps, els lesos --o els seus familiars-- podien executar la pena. Per tal de reclutar candidats per a una funció tan mal vista, diverses poblacions tenien regles per a determinar qui havia d'executar la pena. En altres períodes, s'oferia un sobresou a d'altres oficis, sovint els escorxadors i carnissers, als quals es permetia portar una caputxa per tal de no ésser reconeguts, o va esdevenir un ofici itinerant. Etimològicament, el mot prové de botchî una variant francesa o valona de boucher que significa carnisser.
Per tal d'assegurar la continuïtat del servei, en certes regions un dels fills del botxí era obligat a succeir el seu pare. En altres casos, un condemnat a mort de menys de vint anys podia ser indultat a condició de fer-se aprenent-botxí. Com que era una persona socialment rebutjada, la seva casa es trobava fora de les muralles. Per tal de suscitar la vocació, sovint van obtenir privilegis. Així, a Anvers, el botxí era l'únic que tenia el dret d'obrir una taverna després del toc de queda. Als Països Catalans els botxins tenien franquesa de la gabella. Altres ingressos provenien de fàrmacs i untures fetes dels cossos dels condemnats, als quals s'atribuïen viurtuts terapèutiques, o d'activitats de cirurgia, a les quals aportaven el seu coneixement de l'anatomia del cos humà.

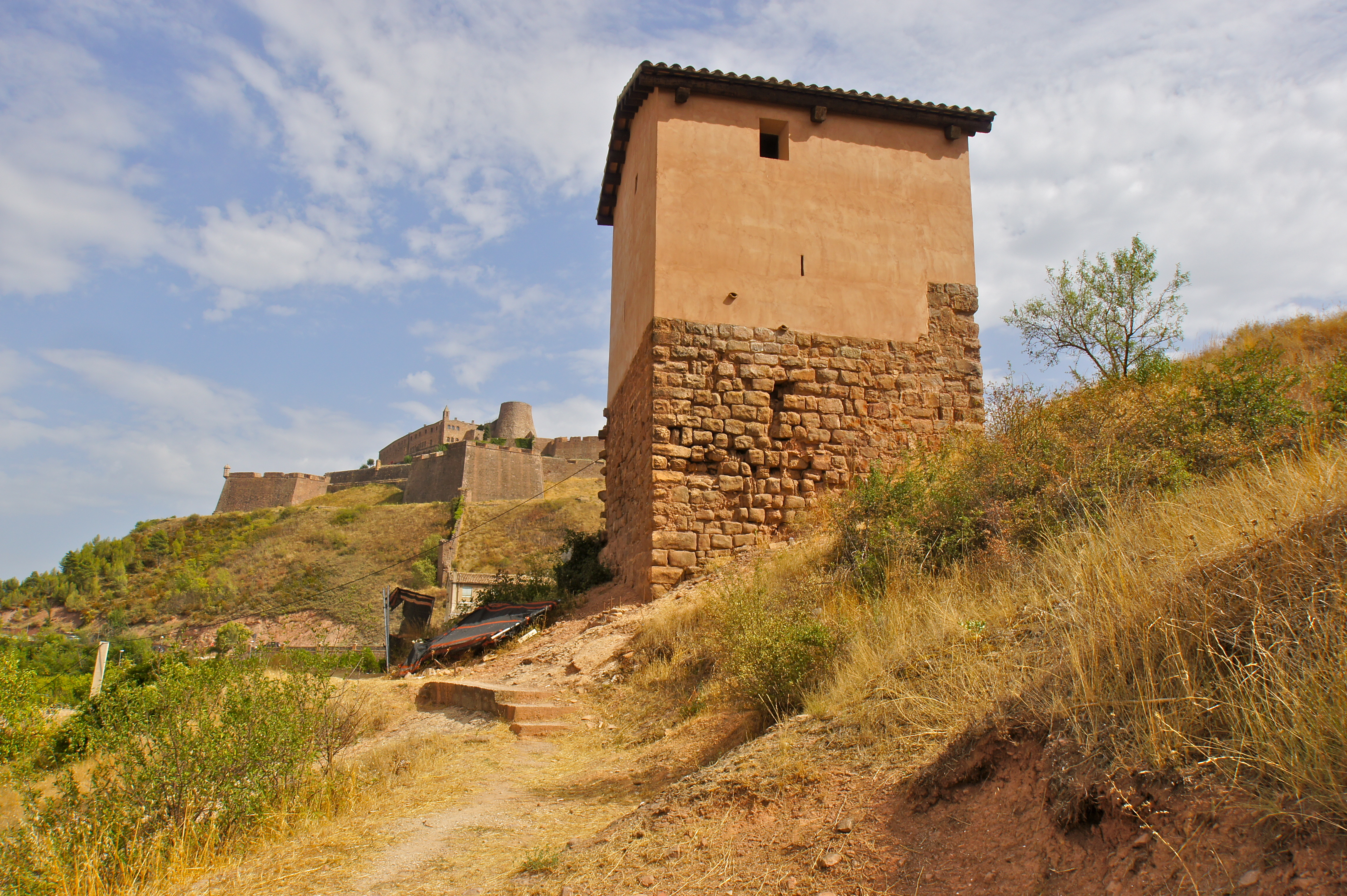
La torre del Botxí fora de les muralles a Cardona

A la València foral s'anomenava bochi o morro de vaques. La seua feina consistia en el turment per a extraure proves i les penes corporals. La tortura era un mitjà per a aconseguir proves, diferenciant-se dels càstigs o penes. La tortura es realitzava a les persones sobre les quals el jutge tenia sospites d'ésser culpable, les quals podien ser testimonis versemblants i els que es contradeien.

## Continuïtat a l'Edat Moderna
Durant el regnat de Ferran el Catòlic el botxí que treballava al Regne de València executava les tortures i les matances ho feia baix l'ordre del governador del "lloctinent general del regne i del portant veus de general governador del Nord del [Regne de València], o dels seus respectius representants" i dels tribunals de la Real Audiència, el de la Governació del nord i del Sant Ofici de la Inquisició. La seua actuació no es limitava a la capital de València, sinó fins i tot a tot el Regne i en alguns casos un poc més enllà de les fronteres del Regne.
| Real Audiència                                  | Regne de València                                                 |
| Cort de justícia de la Governació septentrional | Entre la frontera amb Catalunya i Xixona (aquesta última inclosa) |
| Tribunal del Sant Ofici de la Inquisició        | Regne de València i Diòcesis de Terol i Tortosa (des de 1489)     |

A Catalunya, vers la fi del segle xviii, el botxí de Cardona i el seu germà, el botxí de Barcelona, van ser dels darreres botxins municipals.

## Ocàs
Des del segle xvii la justícia va humanitzant-se i la Inquisició, un gran proveïdor per a la feina dels botxins, va reduir la seva virulència. Molts de botxins van haver de canviar de professió: es van fer barbers, cirurgians, traumatòlegs, veterinaris o dentistes.

## Segle XX
A l'Estat Espanyol, els darrers botxins van ser Bernardo Sánchez Bascuñana, Vicente Copete i Antonio López Sierra (1913-1990) immortalitzats a la pel·lícula Queridísimos Verdugos de Basilio Martín Patino (1973). Quan Francisco Franco va refusar la gràcia, López Sierra va matar Salvador Puig i Antich, el que va ser la darrera execució per un botxí sota el franquisme el 1974. Els últims executats - afusellats no per un botxí però per un escamot de voluntaris de la policia i de la Guàrdia Civil - van ser dos militants d'ETA, Jon Paredes Manot i Angel Otaegi Etxeberria i tres del FRAP, José Luis Sánchez Bravo, Ramón García Sanz i Xosé Humberto Baena Alonso, el 17 setembre de 1975, dos mesos abans la mort natural del dictator Franco. Durant la Transició democràtica espanyola no hi va haver cap execució. L'article 15 de la Constitució Espanyola de 1978 aboleix la tortura i la pena de mort, excepte per a «les lleis penals militars per a temps de guerra». Això significa la fi de la funció de botxí a l'estat espanyol. El 1995 es va abolir finalment també la pena de mort de la legislació militar.
A Alemanya, el darrere gran botxí va ser Johann Reichhart (1893-1972) que va executar més de 3000 persones durant la República de Weimar i el nazisme i que després de la Segona Guerra Mundial va haver d'enforcar 156 nazis prominents després dels Judicis de Nuremberg. La República Democràtica Alemanya tenia un botxí fins a l'abolició de la pena de mort el 1987.
Des d'aleshores, la professió va gairebé desaparèixer, excepte per certs estats amb justícia primitiva, com la Xina i alguns estats dels Estats Units, que apliquen encara la pena de mort, i estats islàmics que apliquen la xaria (Aràbia Saudita, Sudan, Iran i altres), amb les seves execucions capitals, càstigs físics o amputacions per ordre judicial.